# Francisco Villa (Morelos)
Francisco Villa es una localidad del estado mexicano de Morelos. Es parte del municipio de Xochitepec.

## Toponimia
El nombre de la localidad rinde homenaje a Francisco Villa, héroe de la Revolución mexicana.

## Demografía
| Gráfica de evolución demográfica |
|                                  |

| Censo | Población |
| ----- | --------- |
| 1950  | 58        |
| 1960  | 130       |
| 1970  | 163       |
| 1980  | 40        |
| 1990  | 311       |
| 2000  | 462       |
| 2010  | 958       |
| 2020  | 1639      |